# Ábrahám ben Izsák Russo
Ábrahám ben Izsák Russo (? – 1738) főrabbi.
Gyulafehérvári chaeharn, Erdély országos főrabbija. Minden bizonnyal szefárd származású volt. Hivatalát 1736-1738 között töltötte be.